# Mad Men
Mad Men er en amerikansk tv-serie som havde premiere i 2007. Serien er skabt af Matthew Weiner og har vundet femten Emmyer samt modtaget fire Golden Globe-udmærkelser.
Serien udspiller sig i 1960'ernes USA og handlingen foregår på reklamebureauet Sterling Cooper (senere "Sterling Cooper Draper Pryce") på Madison Avenue (deraf titlen) i New York og følger de ansattes indbyrdes intriger og magtkampe.
Serien skildrer den udprægede fremmedfjendtlighed, homofobi, sexisme, antisemitisme og racisme som prægede USA i 1960erne, men også alkoholisme, utroskab og rygning spiller en central rolle. Serien skildrer tillige terrorbalancen og den kolde krig i almindelighed. 
Der er i alt 92 afsnit i serien, med en længde på mellem 45 og 57 minutter, som er delt op i 7 sæsoner, der foregår i forskellige tidspunkter i 1960'erne. Hver sæson består af 13 afsnit, den sidste sæson, sæson 7, er en undtagelse med 14 afsnit.

## Afsnit
| Sæson | Afsnit | Sæsonpremiere (USA) | Sæsonafslutning (USA) | Historisk periode                         |
| ----- | ------ | ------------------- | --------------------- | ----------------------------------------- |
| 1     | 13     | 19. juli, 2007      | 18. oktober, 2007     | Marts 1960 – 23. november november, 1960  |
| 2     | 13     | 27. juli, 2008      | 26. oktober, 2008     | 14. februar, 1962 – oktober 1962          |
| 3     | 13     | 16. august, 2009    | 8. november, 2009     | Forår 1963 – 16. december, 1963           |
| 4     | 13     | 25. juli, 2010      | 17. oktober, 2010     | Sidst i november 1964 – 12. oktober, 1965 |
| 5     | 13     | 27 marts 2012       | 10 juni 2012          |                                           |
| 6     | 13     | 10 april 2013       | 23 juni 2013          | 1968                                      |
| 7     | 14     | 16 april 2014       | 2015                  |                                           |

## Hovedroller
- Jon Hamm – Don Draper
- Elisabeth Moss – Peggy Olson
- Vincent Kartheiser – Pete Campbell
- January Jones – Betty Francis (tidligere Draper)
- Christina Hendricks – Joan Holloway
- John Slattery – Roger Sterling
- Jared Harris – Lane Pryce
- Aaron Staton – Kenneth Cosgrove
- Rich Sommer – Harry Crane
- Alison Brie – Trudy Campbell
- Kiernan Shipka – Sally Beth Draper
- Robert Morse – Bertram "Bert" Cooper
- Jessica Paré – Megan Draper (tidligere Calvet)
- Christopher Stanley – Henry Francis
- Jay R. Ferguson – Stan Rizzo
- Michael Gladis – Paul Kinsey (sæson 1-3, gæstestjerne sæson 5)
- Bryan Batt – Salvatore "Sal" Romano (sæson 1-3)
- Maggie Siff – Rachel Katz (sæson 1, gæstestjerne sæson 2)